# Apparatjik
Apparatjik er en rockgruppe fra Storbritannien, Danmark, Norge og Sverige.
Gruppen består af Jonas Bjerre, som ellers er kendt som forsanger i danske Mew, Guy Berryman, bedst kendt som bassist i engelske Coldplay, norske Magne Furuholmen som i mere end 25 år har været en tredjedel af a-ha og Martin Terefe, svensk producer og multiinstrumentalist som har arbejdet med mange internationale kunstnere som Craig David, James Morrison, Jason Mraz og Ron Sexsmith.
Deres første single var ”Ferreting” fra albummet Songs For Survival der blev udgivet i oktober 2008 til fordel for menneskerettighedsorganisationen Survival International.
Temaet på Songs For Survival var Amazonfloden i Sydamerika, og ”Ferreting”, blev senere titelsang til BBC-dokumentarserien Amazon.
Herefter fortsatte samarbejdet med indspilninger af sange i Magne Furuholmens studie i Norge, og man kunne følge gruppens arbejde på deres Myspace-side, hvor de løbende lagde numre op.
Musikalsk arbejder gruppen med at fusionere rock, electronica og synthpop og bevæger sig visuelt i et computerskabt matematisk univers af grafiske kuber og kvadrater.
Det første officielle udspil fra debutalbummet kom i november 2009 og var singlen ”Electric Eye”.
Debutalbummet We Are Here udkom den 1. februar 2010, samme dag som gruppen gav deres første koncert på CTM festivalen i Berlin.
Gruppen har efterfølgende i 2012 udgivet albummet Square Peg In A Round Hole og spillede på Roskilde Festival 2012.

## Diskografi

### Albums
- 2010 We Are Here
- 2012 Square Peg in a Round Hole

### Singler
- 2009 "Ferreting"
- 2009 "Electric Eye"
- 2010 "Antlers" / "Electric Eye" vinyl, 1000 kopier
- 2010 "4 Can Keep A Secret If 3 Of Them Are Dead"
- 2010 "Datascroller"
- 2011 "Combat Disco Music"
- 2011 "Time Police"
- 2012 "Sequential"
- 2012 "Shake Him Off"

| Musikgruppe | Spire Denne artikel om en britisk musikgruppe er en spire som bør udbygges. Du er velkommen til at hjælpe Wikipedia ved at udvide den. |